# آلوها ایرلاینز
آلوها ایرلاینز (انگلیسی: Aloha Airlines) شرکت هواپیمایی آمریکایی است، که در سال ۱۹۴۶ تأسیس شد.